# 그로잉 업
《그로잉 업》(Eskimo Limon)은 이스라엘에서 제작된 보즈 데이비슨 감독의 1978년 코미디, 드라마, 멜로/로맨스 영화이다. 이프타크 카저 등이 주연으로 출연하였고 요람 글로버스 등이 제작에 참여하였다.

## 출연

### 주연
- 이프타크 카저
- 아냇 아츠몬

### 조연
- 요나탄 사갈
- 자키 노이
- 드보라 케달
- 메나쉐 워샤브스키
- 레이첼 슈타이너
- 루이스 로젠버그
- 애비 해다쉬
- 사비치 골드레이치
- 아리엘라 라비노비치